# عبد الرحمن الزرعوني
عبد الرحمن الزرعوني كاتب ممثل إماراتي مواليد عام 1953 بدأه مشوار الفني عام 1980، وتحديداً في مسرح عجمان، وفي العام 1990 انتقل إلى مسرح دبي الشعبي، واستمر حينها في المسرح، وقت أن كانت الأعمال الدرامية نادرة. قدم الكاتب والفنان الإماراتي عبد الرحمن الزرعوني على خشبة المسرح نحو ثمانية أعمال، من بينهاها مسرحية «بو محيوس ـ 97»، وفي التسعينيات بدأ أعماله الدرامية بمسلسل «شهريار الفريج»، ومن ثم بدأت عجلة الدراما في الدوران وظهر مسلسل «حاير طاير» بأجزائه الخمسة، التي شارك الزرعوني في أربعة أجزاء منها، كما شارك في «طماشة» و«شمس القوايل» و«دروب المطايا» و«زمن طناف» و«ما نتفق» و«قبل الأوان» وغيرها من الأعمال الدرامية الناجحة.

## أعماله

### في التلفزيون
| سنة الإنتاج | اسم المسلسل              | الشخصية   |
| ----------- | ------------------------ | --------- |
| 1999        | حاير طاير - الجزء الاول  |           |
| 2000        | حاير طاير - الجزء الثاني |           |
| 2001        | حاير طاير - الجزء الثالث |           |
| 2003        | شمس القوايل              | علي       |
| 2007        | بنت النور                |           |
| 2008        | نص درزن                  |           |
| 2008        | حاير طاير - الجزء الخامس |           |
| 2009        | دروب المطايا             |           |
| 2009        | الجيران                  |           |
| 2010        | طماشة - الجزء الثاني     |           |
| 2010        | زمن طناف                 | ضاعن      |
| 2011        | كريمة                    |           |
| 2011        | طماشة - الجزء الثالث     |           |
| 2012        | طماشة - الجزء الرابع     |           |
| 2012        | حبر العيون               | أبو حبيبة |
| 2014        | كسر الخواطر              |           |
| 2014        | قبل الأوان               |           |
| 2015        | صالح النية               |           |
| 2016        | أحلام على الورق          | أبو سالم  |
| 2017        | طماشة - الجزء السادس     |           |
| 2010        | ص.ب.1003                 |           |
| 2020        | مفتاح القفل              |           |
| 2020        | الشهد مر                 |           |

### في السينما
| سنة الإنتاج | اسم الفيلم        | الشخصية |
| ----------- | ----------------- | ------- |
| 2006        | عقاب              |         |
| 2011        | أخر ديسمبر        |         |
| 2018        | شغالتنا أرجنتينية |         |

### التأليف
| سنة الإنتاج | اسم المسلسل |
| ----------- | ----------- |
| 2015        | صالح النية  |